# ۸۹ (میلادی)
۸۹ (میلادی) هشتاد و نهمین سال تقویم میلادی است.

## رویدادها
بر اساس مکان
اروپا
- ۱ ژانویه - لوسیوس آنتونیوس ساتورنینوس شورشی را علیه امپراتور دومیتیان تحریک می‌کند (این شورش تا ۲۴ ژانویه سرکوب می‌شود).[۱]
- لژیون سیزدهم ژمینا به داکیه منتقل می‌شود تا در جنگ علیه شاه دسیبالوس کمک کند.

آسیا
- اولین سال دوران یونگ‌یوان از سلسله هان چین.
- ژوئن - نبرد ایخ بیان: ارتش چینی هان به فرماندهی دو شیان، متحد با شیونگنو جنوبی، بر شیونگنو شمالی پیروز شد.

بر اساس موضوع
دین
- پولیکارپوس اول، اسقف یونانی بیزانس، پس از ۲۰ سال سلطنت درگذشت و پلوتارک جانشین او شد.

## زادگان
- شینده، حاکم کره ای گوگوریو (متوفی 179)

## درگذشتگان
- لوسیوس آنتونیوس ساتورنینوس، سیاستمدار و ژنرال رومی

- پولیکارپوس اول، اسقف یونانی بیزانس